# Kvartet I
Kvartet I (in russo Кварте́т И) è un gruppo teatrale nato nella città di Mosca nel 1993 da neolaureati della facoltà teatrale GhITIS di Mosca.
Iniziano la loro carriera nel 1993. In Russia sono conosciuti per essere apparsi in alcuni programmi del canale STS; nella loro carriera hanno partecipato ad alcune opere di teatro, film oltre ad aver lavorato al doppiaggio della versione russa di Bolt - Un eroe a quattro zampe. Hanno collaborato con attori e cantanti compatrioti e in alcune opere teatrali con il progetto di teatro "Другой Театр", del quale facevano parte. Sono stati recensiti anche dalla stampa (su giornali come Nezavisimaya Gazeta e Kommersant) e dallo scrittore Yevgeni Grishkovetz.
I componenti sono Rostislav Khait, Leonid (Alexei) Baratz, Kamil Larin, Alexandr Demidov e il regista Serghey Petreikov.